# Июль 2021 года

Список событий июля 2021 года.

## События
- 1 июля
  - В ходе многодневных торжеств, посвящённых 100-летию коммунистической партии Китая, генсек партии Си Цзиньпин обратился к стране с часовой речью. Он провозгласил победу над бедностью в стране, говорил об успешной роли Компартии в развитии страны и призвал к сплочению китайцев по всей Земле[1].
  - 130 стран мира заявили о своем присоединении к новым рамкам международной налоговой реформы, включающей 15%-ный налог на деятельность цифровых корпораций, сообщила Организация экономического сотрудничества и развития[2].

- 2 июля
  - В Тихом океане совершил аварийное приводнение грузовой Boeing 737-200 авиакомпании Transair. Пострадали двое пилотов[3].
  - Из-за разрыва подводного газопровода, принадлежащего мексиканской компании Pemex произошёл пожар на поверхности Мексиканского залива[4].
  - Установившаяся аномально высокая температура в Британской Колумбии (Канада) стала причиной лесных пожаров, сгорел посёлок Литтон, около 500 человек умерло от жары[5].
- 3 июля
  - Россия выкупила у Словакии 160 тысяч доз вакцины «Спутник V» из 200 тысяч, ранее поставленных в страну. Причинами стали низкий спрос на вакцину «Спутник V» в Словакии, скандалы, сопровождавшие её закупку, а также нехватка вакцины в российских регионах. По состоянию на конец мая, заказы на поставку вакцины «Спутник V» на внешние рынки были исполнены на 8 %[6].
- 4 июля
  - На филиппинском острове Холо потерпел авиакатастрофу самолёт С-130 ВВС Филиппин. 53 человека погибли[7].
- 5 июля
  - Пограничники Таджикистана были вынуждены впустить на территорию страны более тысячи военных из Афганистана, отступивших через территорию Таджикистана после боёв с членами движения «Талибан»[8].
  - В Японии объявили о том, что число жертв оползня, который сошёл утром 4 июля, достигло 4 человек, ещё 80 остаются пропавшими без вести[9].
  - В Нигерии в ночь на 5 июля из школы-интерната в штате Кадуна было похищено более ста школьников[10].
  - В Грузии организация «Тбилиси прайд» объявила об отмене проведения гей-парада. Заявлению предшествовал ряд насильственных акций со стороны противников ЛГБТ[11].
  - Началась закладка Атомохода Лидер[12].
- 6 июля
  - В Палане (Корякский округ Камчатского края) потерпел авиакатастрофу пассажирский самолёт Ан-26. 28 человек погибли[13].
  - Ливни вызвали наводнения в Крыму и Краснодарском крае[14][15].
- 7 июля
  - Риксдаг одобрил назначение Стефана Лёвена премьер-министром Швеции. Против его кандидатуры проголосовали 173 из 349 депутатов, «за» — 116, 60 — воздержались[16].
  - На Гаити после убийства президента Жовенеля Моиза объявили чрезвычайное положение[17].
  - Клуб Национальной хоккейной лиги «Тампа-Бэй Лайтнинг» во втором сезоне подряд стал обладателем Кубка Стэнли, переиграв в финале «Монреаль Канадиенс»[18].
  - Руководство Суэцкого канала и представители компании — владельца контейнеровоза Ever Given, который в марте на шесть дней заблокировал судоходство в канале, подписали в египетском городе Исмаилия мировое соглашение[19].
- 8 июля
  - Российский футбольный союз принял решение уволить тренера российской сборной Станислава Черчесова[20].
  - ГКНБ КР объявил в международный розыск бывших президентов Киргизии Аскара Акаева и Курманбека Бакиева[21].
  - Белорусские силовики начали проведение обысков у сотрудников независимого издания «Наша Нива», а также региональных изданий «Брестская газета» и «Intex-Press». Сайт «Нашей Нивы» заблокирован за «распространение запрещённой информации»"[22].
- 9 июля
  - В Челябинской области из-за лесных пожаров эвакуированы жители двух населённых пунктов — посёлков Запасное и Джабык Карталинского района[23].
  - В Уфе сотрудниками ФСБ предотвращен теракт, который готовил боевик террористической организации «Хайят Тахрир аш-Шам»[24].
  - В метро Нью-Йорка произошло подтопление из-за ливней, затопленными оказались несколько станций метро[25].
  - В Южно-Африканской Республике в провинции Квазулу-Натал начались широкомасштабные беспорядки в ответ на арест бывшего президента страны Джейкоба Зумы[26].
- 10 июля
  - Закончилось футбольное соревнования Копа 2021 победителем которого стала сборная Аргентины.
- 11 июля
  - На парламентских выборах в Болгарии победила партия певца и телеведущего Слави Трифонова «Есть такой народ» (24,08 %), получившая 65 мест в Народном собрании из 240[27].
  - На досрочных парламентских выборах в Молдавии победила партия «Действие и солидарность» президента Майи Санду (52,80 %), получившая 63 места в Парламенте Молдавии из 101[28].
  - В США британский миллиардер и основатель компании Virgin Galactic Ричард Брэнсон, бывшая астронавт НАСА Бет Мозес, индианка Сырыша Бандла и инженер Колин Беннет успешно совершили суборбитальный полёт на корабле VSS Unity, созданном компанией Virgin Galactic, впервые таким образом выполнив суборбитальный полёт на этом корабле при его полной загрузке[29].
  - На Кубе начались наиболее массовые за последние 30 лет протесты против властей на фоне нехватки медикаментов и питания[30].
  - Президент Франции Эммануэль Макрон в телеобращении к нации заявил о введении обязательной вакцинации против COVID-19 для медиков и всех работающих в больницах[31].
- 12 июля
  - Командование Вооруженных сил ЮАР заявило о планах направить солдат для подавления протестов, вспыхнувших в двух провинциях страны после ареста бывшего президента Джейкоба Зумы[32].
  - 60 человек погибли и десятки получили ранения в результате пожара в больнице Ирака — возгорание возникло в отделении для лечения пациентов с коронавирусом[33].
  - В Токио, в преддверии Олимпиады, из-за коронавируса введён режим чрезвычайной ситуации до 22 августа[34].
  - В Челябинской области разгорелось 3 крупных очага в 3-х районах. Верховые пожары, уничтожили 78 строений, среди которых 46 жилых домов. Эвакуация понадобилась 350 людям, из них — 150 детей[35].
- 13 июля
  - В Москве ночью в районе Кузьминки произошла массовая драка мигрантов из нескольких стран Средней Азии. По подозрению в участии в ней было арестовано более 100 человек, предположительно принимали участие в драке около 200 человек[36].
  - Арсен Аваков подал в отставку с поста главы МВД Украины[37].
  - Согласно докладу ряда международных организаций, более 40 % жителей КНДР страдают от недоедания[38].
- 14 июля
  - В Венеции принят закон запрещающий проход крупных судов, включая большие круизные лайнеры, в центр города. Такое решение принято после призыва ЮНЕСКО немедленно запретить проход крупных судов в венецианскую акваторию для её сохранения[39].
  - В столице Дагестана городе Махачкала у здания Конституционного суда Республики Дагестан собрались представители кумыкского народа, выступающие против перевода обжитых земель отгонного животноводства (ЗОЖ) в статус земель населённых пунктов и легализации стихийно образовавшиеся на них поселений[40].
  - В немецкий контейнерный порт Яде-Везер в Вильгельмсхафене впервые прибыл прямой грузовой поезд из Китая[41].
- 15 июля
  - В Москве сотрудниками ФСБ предотвращен теракт, который готовил член международной террористической организации[42].
  - В Германии более 100 человек погибли во время наводнения, вызванного циклоном Бернд (Bernd)[43].
  - Согласно докладу, подготовленному Детским фондом ООН, в России около 400 тыс. человек живут на грани голода. Ещё 8,8 млн человек (6 % населения России) испытывают умеренную или острую нехватку еды[44].
- 16 июля
  - Бельгия вслед за Германией пострадала от обрушившихся на Европу ливней, в этой стране из-за вызванного ими наводнения погибли более 40 человек[45].
- 18 июля
  - В Якутске из-за задымления прекратил работу аэропорт. Всего в зону задымления попадает 51 населённый пункт Якутии. В связи с отсутствием видимости на реке Лена из-за дыма от лесных пожаров приостановлена работа паромов. Всего на территории Якутии зарегистрировано 187 очагов пожаров[46]. Роспотребнадзор фиксирует в Якутске загрязнение воздуха, превышающее норму по концентрации взвешенных частиц РМ2.5 в девять раз[47].
  - Совместное расследование 17 журналистских организаций во главе с французской Forbidden Stories показало, что власти нескольких стран (Азербайджан, Бахрейн, Венгрия, Индия, Казахстан, Марокко, Мексика, ОАЭ, Руанда и Саудовская Аравия) массово следили за журналистами, правозащитниками и адвокатами с помощью шпионской программы Pegasus израильской компании NSO Group[48].
  - В Китае, в городе Хулунбуир во Внутренней Монголии обрушились две плотины после проливного дождя[49].
- 19 июля
  - В Пакистане в результате ДТП пассажирского автобуса с трейлером погибли минимум 27 человек, ещё более трёх десятков человек пострадали[50].
  - В Карелии из-за лесных пожаров частично перекрыто движение на федеральной трассе Р-21 «Кола». Полностью эвакуирован посёлок Найстенъярви. Огонь вплотную подошёл к небольшому посёлку Суоёки[51].
  - Представитель леворадикальной партии «Свободное Перу» Педро Кастильо избран новым перуанским президентом[52].
- 20 июля
  - В Ираке в Багдаде на рынке произошёл взрыв, жертвами которого стали минимум 30 человек. Правоохранители Багдада назвали случившееся терактом[53].
  - Первый пилотируемый полёт космического корабля New Shepard, принадлежащей компании Blue Origin. Корабль достиг высоты в 100 км. Суборбитальный полёт совершили миллиардер Джефф Безос, его брат Марк, 82-летняя участница программы «Меркурий 13» Уолли Фанк и космический турист 18-летний выпускник школы Оливер Дамен из Нидерландов[54].
  - Власти штата Виктория, расположенного на юго-востоке Австралии, продлили действующий локдаун на семь дней, премьер-министр штата Дэниел Эндрюс заявил, что местному правительству нужно «больше времени», чтобы снизить количество заболевших и подавить вспышку коронавируса[55].
- 21 июля
  - В китайском городе Чжэнчжоу за сутки выпало почти три четверти годовой нормы осадков, в результате ливней 12 человек погибли. Власти эвакуировали из региона бедствия около двухсот тысяч человек[56].
  - С космодрома Байконур стартовала ракета-носитель «Протон-М» с новым модулем для МКС: многофункциональным лабораторным модулем «Наука»[57].
  - Закончился Каннский кинофестиваль 2021, «Золотую пальмовую ветвь» получил фильм француженки Жюлии Дюкурно «Титан», гран-при достался фильмам «Герой», реж. Асгар Фархади и «Купе номер шесть», реж. Юхо Куосманен[58].
  - Президент Литвы Гитанас Науседа подписал закон ограничивающий права нелегальных мигрантов, так как поток мигрантов через белорусско-литовскую границу в 2021 году увеличился в десятки раз по сравнению с предыдущим годом[59].
- 22 июля
  - Новозеландские учёные зарегистрировали появлении комы у кометы C/2014 UN271 Бернардинелли — Бернштейна диаметром 100—370 км (одна из крупнейших прилетевших из внешней части Солнечной системы[60]), что стало рекордным по дальности наблюдением такого события[61].
  - В Тунисе при катастрофе судна, перевозившего мигрантов, погибли 17 человек. Ещё 380 смогли спасти сотрудники береговой охраны[62].
- 23 июля
  - В двух направлениях остановлено движение поездов на Транссибирской железнодорожной магистрали из-за обрушения железнодорожного моста через реку Ареда между станциями Куэнга и Укурей около села Нижняя Куэнга Сретенского района Забайкальского края[63]. Из-за размыва проезжей части в районе села Богомягково Шилкинского района перекрыта федеральная трасса «Амур» (Чита — Хабаровск)[64].
  - В Мумбаи при обрушении дома из-за ливней семь человек погибли, ещё трое пострадали. Дом обрушился из-за грязевого потока, который был вызван ливнями, обрушившимися на этот регион[65].
  - В Токио прошла церемония открытия XXXII летних Олимпийских игр[66].
- 25 июля
  - Президент Туниса Каис Саид отправил в отставку премьер-министра и объявил о роспуске парламента[67].

- 26 июля
  - Мэри Саймон, первая представительница коренных народов Канады вступила в должность генерал-губернатора[68].
- 27 июля
  - На химзаводе в немецком городе Леверкузен произошёл взрыв, который власти города назвали «крайне опасным» и призвали жителей города оставаться в домах, а также закрыть двери и окна. В результате взрыва минимум 2 человека погибли[69].
  - Лидер женской сборной США по спортивной гимнастике Симона Байлз снялась с командного многоборья на Олимпиаде в Токио из-за тяжёлого психологического состояния и трудностей с ориентаций в пространстве[70].
- 28 июля
  - Онежские и Беломорские петроглифы, обнаруженные в Карелии, признаны объектом всемирного наследия ЮНЕСКО[71].
- 29 июля
  - В Анталье в лесном массиве, прилегающем к курортному городу Манавгат, вспыхнул крупный лесной пожар. Погибли 10 человека, 864 пострадали[72].
  - 29 июля наступил Всемирный день экологического долга, то есть человечество израсходовано возобновляемые ресурсы, которые наша планета произведет за весь 2021 год[73][74].
  - Взрыв на предприятии «Комбинат Каменский», одном из крупнейших химических предприятий юга России и градообразующем предприятии города Каменск-Шахтинский. В городской больнице от ожогов погибли 7 человек[75].
- 30 июля
  - Полиция в Казани задержала Кирилла Доронина, одного из основателей финансовой пирамиды Finiko[76].
- 31 июля
  - Основатель Amazon Джефф Безос перестал быть богатейшим в мире человеком, отдав лидерство владельцу компаний Louis Vuitton Moet Hennessy Бернару Арно[77].